# ダイワエクシード
株式会社ダイワエクシード（Daiwa Exceed Co.,Ltd.）は、東京都千代田区紀尾井町に本社を置く日本の外食産業企業である。旧社名は大和実業（だいわじつぎょう）。

## 概要
創業者の岡田一男が、1955年に大阪・梅田の阪急東通商店街に寿司屋「やぐら寿司」として店を開いたのが同社の始まり。1959年には大阪市内の洋酒喫茶「BEBE」において、現代のバー・ラウンジ等で一般的となっているボトルキープ制を日本で初めて導入する。ただしこの当時のボトルキープ制は現代のものとは異なり、客が自ら店に持ち込んだボトルを店で預かるもの（日本国外のレストランでよく見られるBYO（Bring Your Own）制に近い形）だった。
1964年に現在まで高級会員制クラブの走りとなる「エスカイヤクラブ」をオープンさせると、大きく同社を成長に導くと共に、これが今日まで同社の主力業態の一つともなっている。
1976年には現在のチェーンタイプの居酒屋の原型ともなる「やぐら茶屋」(最後の店舗、ギャザ阪急店が2011年2月14日をもって閉店。居酒屋「権之介」梅田店に転換)をオープンさせ、外食産業界の草分け的地位を確立させると、その後も「ザ・ワインバー」、「ごだいご」、「トラッドバー エスプリ」などの業態を運営し続けている。
かつては地元関西のテレビ局、毎日放送で放送されていた「突然ガバチョ!」のスポンサーを担当したり、また朝日放送でのみ放送の「ABCニュース」などでCMが放送されていたりもしたが、末期には深夜の時間帯に限定され、2010年頃よりテレビCMは放送されなくなった。この他にもかつて「The Royal」などバニーガールの衣装を導入した店を運営したりもしていた。その他1980年代中期には東京・名古屋・大阪になどの主要都市にディスコ「ラジオシティ」を運営していたことでも知られる。
2010年4月1日に、社名を現在の「ダイワエクシード」に変更すると共に、マネジメント・バイアウト（MBO）に伴う、経営一新を図る。2014年2月には、創業の地・大阪を離れ、本社機能を東京へと移したが、登記上の本店所在地は大阪のままである。近年は店舗の縮小と既存店舗のブラッシュアップに力を入れており、新規業態はセーブしつつ、経営を続けている。
2019年には、アクシーズ、DECホールディングス、プラストキャピタルの3社を吸収合併した。

## 業態一覧
- エスカイヤクラブ
- 自然物語 ごだいご
- ザ・ワインバー
- トラッドバー エスプリ
- 権之介
- ハイボールバー1923
- ビストロjeujeu
- ステーキ＆イタリアン グリアンテ
- アジアンビストロ パラパ
- ザ・セラーズ

## エスカイヤクラブ
エスカイヤクラブは、ダイワエクシード（旧：大和実業）が運営する会員制高級レストランのチェーン店である。関東では東京新宿の映画館で90年頃予告前にCMを流していた。
欧米における紳士の社交場「高級クラブ」を参考として1964年に第1号店をオープン。都心ターミナルに店舗を構えており、主に企業経営者、管理職を中心とした会員制レストランとして、都心の風景を眺めながら最高級の料理と飲料、またバニーガールによるエスコートも提供するなど、ゆったりとした雰囲気を味わうことが出来る。

### 会員資格
エスカイヤクラブは会員制高級クラブであり、そのクラブの品位・風格を維持することから、会員に厳格な資格を設けており、満年齢27歳以上の自営業者（企業・団体経営者）、または管理職以上のみを対象としている。なお正会員の配偶者については、20歳以上であることを条件に「パートナー会員」として利用することも可能である。
個人会員のほか、法人グループ会員、無記名法人グループ会員（それぞれ3名以上の登録必要）があり、無記名法人会員の場合は、代表者については個人名が記載され、その会員当人だけが利用出来るが、それ以外の会員は会社名が入っており、同じ会社内の人物であれば利用出来る。
また会員になると、ダイワエクシードグループの飲食店各店において、飲食代金の10%割引優待や、提携するホテル宿泊、などが会員特別優待で利用出来るといった特典がある。
バニーガールのエスコートとして、同伴やお席を一緒にするということはなく、動くインテリアの如く、料理の運びや、お酒を作るなどに徹する。以前はライターを胸に挟んでいたが、無くなった。バニーガールの衣装、網タイツはお店の物で衣装の色は、他のバニーと被ってはいけないとされている。